# Super Show
Super Junior The 1st ASIA TOUR - "Super Show"是韩国男子团体Super Junior2008～2009年在亚洲举办的巡回演唱会。演唱会是从团体的第二张专辑《Don't Don》发行5个月后开始的。演唱会演出了团体的前两张专辑的大部分曲目，包括他们的热门单曲U，也包括子团体Super Junior-K.R.Y.、Super Junior-T、Super Junior-M的主打曲目。演唱会以在韩国首尔的三站拉开序幕，然后改变路线至泰国以及中国。

## 历史
Super Show是Super Junior自2005年9月出道以来第一次亚洲巡回演唱会。演唱会宣布于1月，4个月后发行了二辑（《Don't Don》） 演唱会的13,000张票于2008年1月22日被放在网上竞拍，下午5时竞拍一开始就有超过120,000的粉丝同时登入网站致使服务器崩溃。在服务器被修复并重新运作的18分钟内，13,000张票销售一空。 2008年1月28日晚8时，第二次拍卖剩余的坐席票同样成功。 鉴于销售的成功，组织者决定于2月22日加演一场， 票在5分钟内销售一空。
演唱会于2008年7月12日到达泰国曼谷、2008年9月22日到达上海。一部分票被倒卖，价格超过7000元人民币。 2009年一月的第一周在首尔加演两场。 两周后，在南京表演。Super Junior成为首个在南京举办个人演唱会的韩国明星。他们的票被倒卖6000万人民币。Super Show是中国首例有“常设”舞台的演唱会。
Super Show还打算去香港、台北和东京，但由于行程冲突，无法前往。 Super Show的最后一站是在2009年3月，成都。
Super Show现场演唱会专辑CD于2008年5月19日在韩国发行。DVD在2008年10月1日发行，在韩国销售超过15000张。
這是全員到齊第一次開的演唱會，也是最後一次全員到齊開演唱會了。

## 开场演出及特殊出演
张力尹是最后一场Super Show（2009年3月7日成都场）的开场表演嘉宾，演唱了《星愿》和《幸福的左岸》。TRAX的金政模也是最后一场Super Show的特邀嘉宾，在希澈的表演“crazy”中为其吉他伴奏。Super Junior-M的成员Henry在每场演唱会都表演了《Don't Don》的小提琴版，并与 周觅一起参加了中国站的演出。

## 节目

### 歌曲
下表是在演唱会出现的曲目，未经排序。
- "TWINS (Knock Out)"
- "Rock this house"
- "Don't Don" (ft. Henry)
- "A Man In Love" (Remix)
- "Mirror"
- "She's gone"
- "You're my endless love"
- "Dancing Out"
- "Hate U, Love U"
- "Marry U"
- "YMCA"
- "Wonder Boy"
- "First Snow"
- "The girl is mine"
- "U" (Remix)
- "Full of Happiness"
- "Way for love"
- "Believe"
- "Miracle"

### 子团体的表演
下表为演唱会出现的小组表演，已经排序。
- Super Junior-K.R.Y
  - "The Night Chicago Died"
  - "Just You"
  - "Steps to stop"

- Super Junior-T
  - "First Express"
  - "Rokuko"
  - "Don't Go Away"
  - "First Express" (Remix)

- Super Junior-M（仅中国）
  - Henry的小提琴独奏
  - 《迷》
  - 《至少还有你》
  - "Love Song"

### 其他
- "The First Feeling" - 圭賢 (厉旭钢琴伴奏)
- "A Doll" - 利特与艺声合唱
- "Pink Spider" - 希澈 (晟敏（电吉他）、始源（架子鼓）伴奏)
- "Crazy" - 希澈 (晟敏（电吉他）、始源（架子鼓）、金政模（吉他）伴奏) (仅成都站)
- "Crying Nut" & "Luxemburg" - 强仁 feat. 利特, 神童 (晟敏（电吉他）、始源（架子鼓）伴奏）
- "H.I.T" - 艺声、强仁、东海、晟敏、厉旭、圭贤
- "SexyBack" - 韩庚、神童、银赫, 东海
- "My Everything" - 东海
- "One Love" - 银赫、圭贤、厉旭、艺声

## 演职人员
- 组织者: SM Entertainment
- 赞助： DREAM MAKER ENTERCOM, CREAZONE
- 海外赞助: True Music（页面存档备份，存于） (泰国)

## 演出时间表
| 日期           | 城市     | 国家 | 演出地                         |
| -------------- | -------- | ---- | ------------------------------ |
| 2008年2月22日  | 首爾     |      | 首尔奥林匹克体操竞技场         |
| 2008年2月23日  | 首爾     |      | 首尔奥林匹克体操竞技场         |
| 2008年2月24日  | 首爾     |      | 首尔奥林匹克体操竞技场         |
| 2008年7月12日  | 曼谷     | 泰國 |                                |
| 2008年11月22日 | 上海     | 中国 | 上海大舞台                     |
| 2009年1月3日   | 首爾     |      | 首尔奥林匹克公园击剑运动场     |
| 2009年1月4日   | 首爾     |      | 首尔奥林匹克公园击剑运动场     |
| 2009年1月18日  | 江苏南京 | 中国 | 南京奥体中心                   |
| 2009年1月19日  | 江苏南京 | 中国 | 南京奥体中心                   |
| 2009年3月7日   | 四川成都 | 中国 | 四川大学龙泉校区龙泉阳光体育馆 |